# Bahar Mert
Bahar Mert-Urcu (Kircali, 13 dicembre 1975) è un'ex pallavolista turca.

## Carriera
La sua carriera nei club inizia con l'Eczacıbaşı e nell'ultima stagione col club vince il suo primo campionato turco.
Dopo quattro stagioni cambia maglia andando a giocare nel VakıfBank Spor Kulübü, dove militerà per ben sei stagioni. Durante la militanza nel club di Ankara arricchisce notevolmente il proprio palmarès, vince infatti  altri due campionati turchi e tre coppe di Turchia. In ambito europeo raggiunge due finali di Champions League, ma le perde entrambe.
Dopo una breve esperienza in Germania, Bahar torna nel suo primo club l'Eczacıbaşı. Vince un altro campionato e un'altra Coppa di Turchia. Durante questo periodo con la nazionale vince la medaglia d'argento agli Europei 2003 e la medaglia d'oro ai Giochi del Mediterraneo 2005. Dopo tre stagioni giocate ad alti livelli decide di andare a giocare in Italia a Novara. Con il club italiano vince solo una Coppa di Lega.
La stagione successiva riparte per la Turchia, questa volta per difendere i colori del Türk Telekom Gençlik ve Spor Kulübü. Nonostante le ambizioni del proprio club, al primo anno nel Türk Telekom Gençlik ve Spor Kulübü non vince neanche un trofeo. La stagione seguente si rivela altrettanto sfortunata: Bahar viene fermata da un fastidioso infortunio, che la tiene spesso lontana dal campo. Il Türk Telekom Gençlik ve Spor Kulübü fallisce in tutti gli obiettivi prefissati.
Nell'estate 2009 arriva la notizia del suo ritiro.

## Palmarès club
- Campionato turco: 5

1993-94, 1996-97, 1997-98, 2002-03, 2005-06
- Coppa di Turchia: 4

1994-95, 1996-97, 1997-98, 2002-03
- Coppa di Lega: 1

2007

## Palmarès nazionale (competizioni minori)
- 2005 - XV Giochi del Mediterraneo:

## Premi individuali
- 2007 - Qualificazioni WGP: Miglior palleggiatrice